# Арлезианка (Ван Гог)
«Арлезианка» (фр. L'Arlésienne), также «Арлезианка: мадам Жину» (фр. L'Arlésienne: Madame Ginoux) или «Портрет мадам Жину» — серия из шести портретов голландского художника Винсента Ван Гога, написанных в ноябре (или позже) 1888 года в Арле и в феврале 1890 года в Сен-Реми-де-Прованс. Арлезианка означает жительница французского города Арля.

## История
На портретах изображена Мари Жюлиан, которая родилась в Арле 8 июня 1848 года и умерла там же 2 августа 1911 года. Она вышла замуж за Жозефа-Мишеля Жину в 1866 году, и они вместе были владельцами «Кафе-де-ла-Гар», расположенного на 30, плас Ламартин. В гостинице при кафе Ван Гог проживал с мая до середины сентября 1888 года прежде, чем переехать в Жёлтый дом, в котором он позже поселился.
Поначалу отношения Ван Гога с месье и мадам Жину оставались более или менее деловыми. Кафе стало темой картины Ван Гога «Ночное кафе», однако прибытие Гогена в Арль изменило ситуацию. Его ухаживание очаровало женщину, которой тогда было около 40 лет, и в первые дни ноября 1888 года мадам Жину согласилась устроить портретную сессию для Гогена и его друга ван Гога. В течение часа Гоген создал рисунок углём, а Ван Гог — полномасштабную картину, как он писал своему брату Тео «сбитую за один час».

## Версии картины

### Ранние версии
Первая версия Ван Гога, на которой мадам Жину изображена с перчатками и зонтиком, которая находится в Музее Орсе в Париже, написана на мешковине. Полный кусок джутовой ткани был приобретён Гогеном сразу после его прибытия в Арль и использовался обоими художниками в ноябре и декабре 1888 года. Вторую версию, находящуюся сейчас в Метрополитен-музее в Нью-Йорке, Ван Гог нарисовал на загрунтованном холсте, который он ранее уже использовал, при этом перчатки и зонтик были заменены тремя книгами.

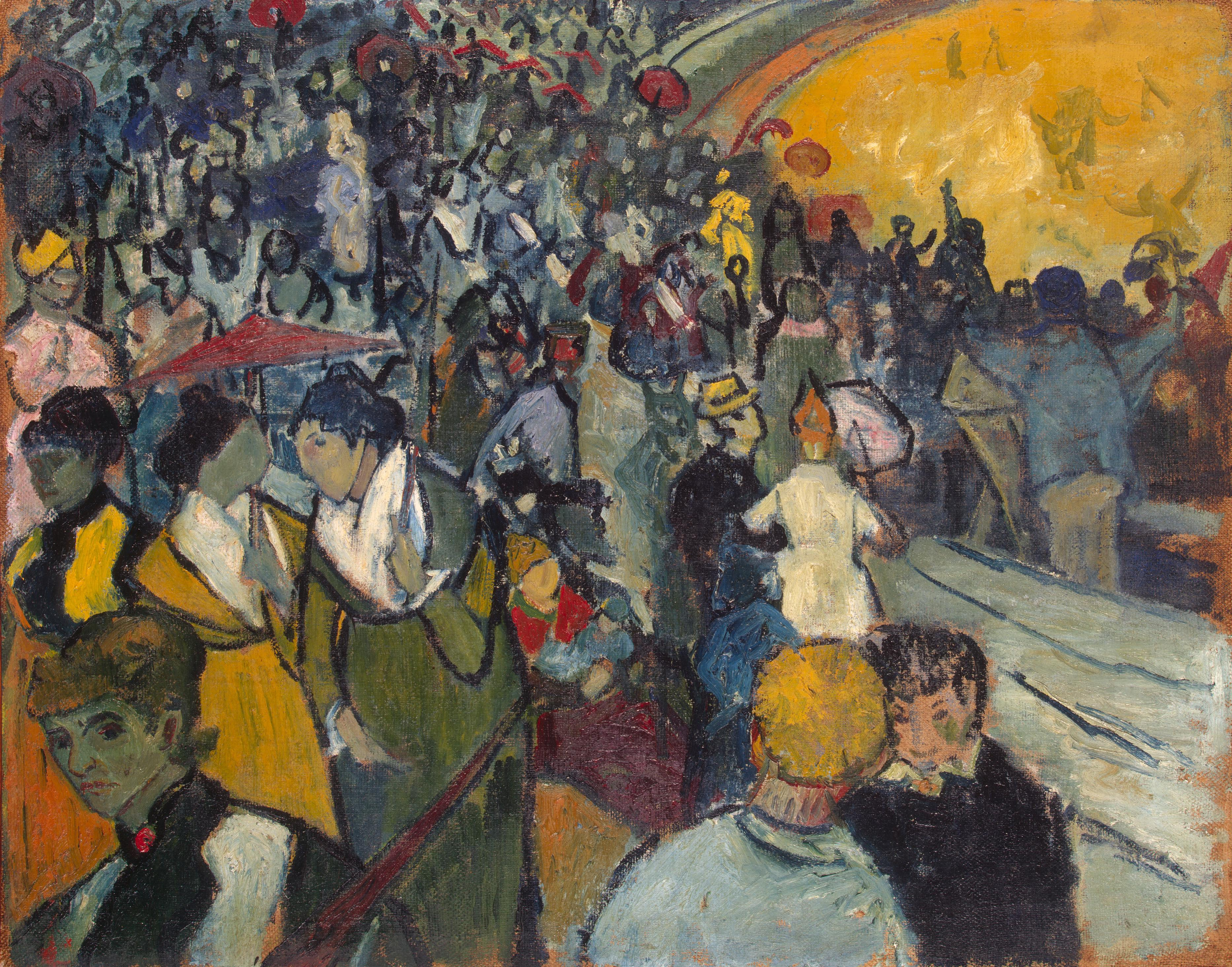
Ван Гог, «Арена в Арле», декабрь 1888 (Эрмитаж, Санкт-Петербург)

Считается, что на поздней картине «Арена в Арле», написанной в декабре 1888 года, Ван Гог изобразил некоторых реальных людей, включая мадам Жину, профиль которой можно увидеть у женщины в типичном арлезианском костюме.

### Поздние версии
Будучи в приюте в Сен-Реми, Ван Гог написал ещё пять портретов мадам Жину, основанных на угольном рисунке Гогена, сделанном в ноябре 1888 года. Из них один предназначался для Гогена, один для его брата Тео, один для себя и один для мадам Жину. Происхождение последней версии, находящейся в музее Крёллера-Мюллера, не ясно, но известно, что картина ранее принадлежала Альберу Орье, давнему стороннику Ван Гога. Версия, предназначенная для мадам Жину утеряна. Это была версия, которую художник передал мадам Жину в Арле, когда он перенес рецидив 22 февраля 1890 года. В незаконченном письме Гогену, которое так и не было отправлено, Ван Гог отметил, что работа над её портретом стоила ему ещё одного месяца болезни. Версия, предназначенная для Гогена, была на розовом фоне и в настоящее время находится в Художественном музее Сан-Паулу. Гоген был в восторге от портрета, написав:
«Я видел полотно мадам Жину. Очень хорошо и очень любопытно, мне нравится больше, чем мой рисунок. Несмотря на ваше больное состояние, вы никогда не работали с таким большим балансом, сохраняя ощущение и внутреннее тепло, необходимое для произведения искусства, именно в эпоху, когда искусство — это бизнес, заранее регулируемый холодным расчётом.»
В письме своей сестре Уил от 5 июня 1890 года Винсент ван Гог изложил свою философию для создания портретов: «Я хотел бы сделать портреты, которые через сто лет появятся как откровения для людей. Другими словами, я не пытаюсь достичь этого с помощью фотографического сходства, но с помощью наших страстных выражений, используя наши современные знания и оценку цвета в качестве средства передачи и возвышения характера … Портрет „Арлезианка“ имеет бесцветный и матовый телесный тон, глаза спокойные и очень простая чёрная одежда, розовый фон, и она опирается на зелёный стол с зелёными книгами. Но в копии, которую имеет Тео, одежда розовая, фон желтовато-белый, и передняя часть с открытым лифом — это белый муслин, который сливается с зелёным. Среди всех этих светлых цветов только волосы, ресницы и глаза образуют чёрные пятна».

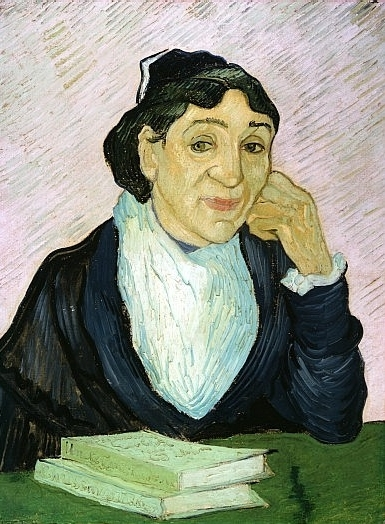
«Арлезианка», 1890, Музей Крёллер-Мюллер, Оттерло
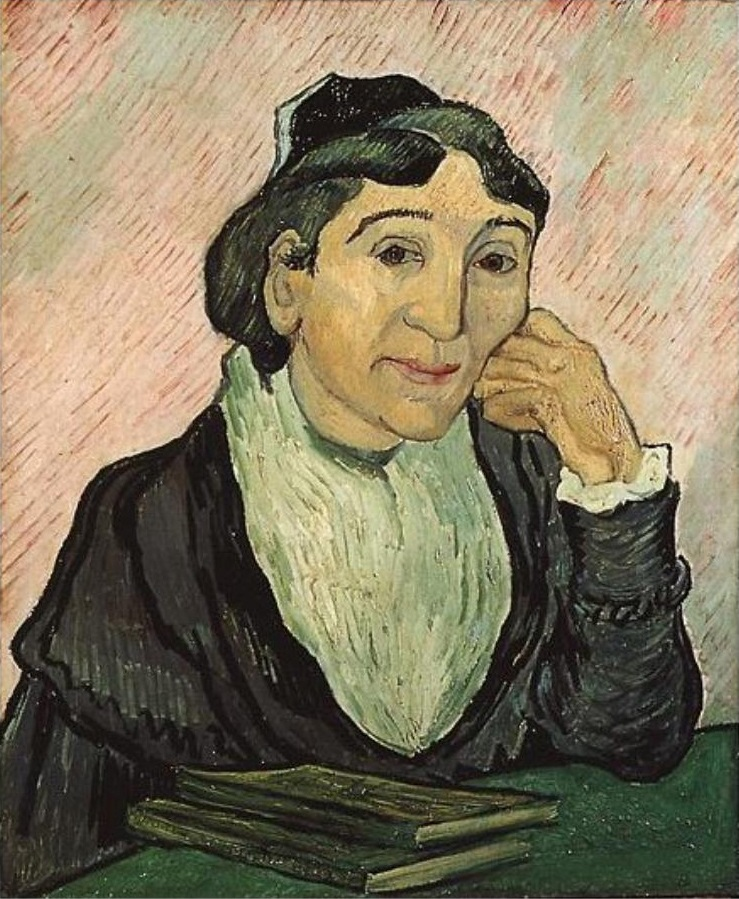
«Арлезианка», 1890, Национальная галерея современного искусства, Рим
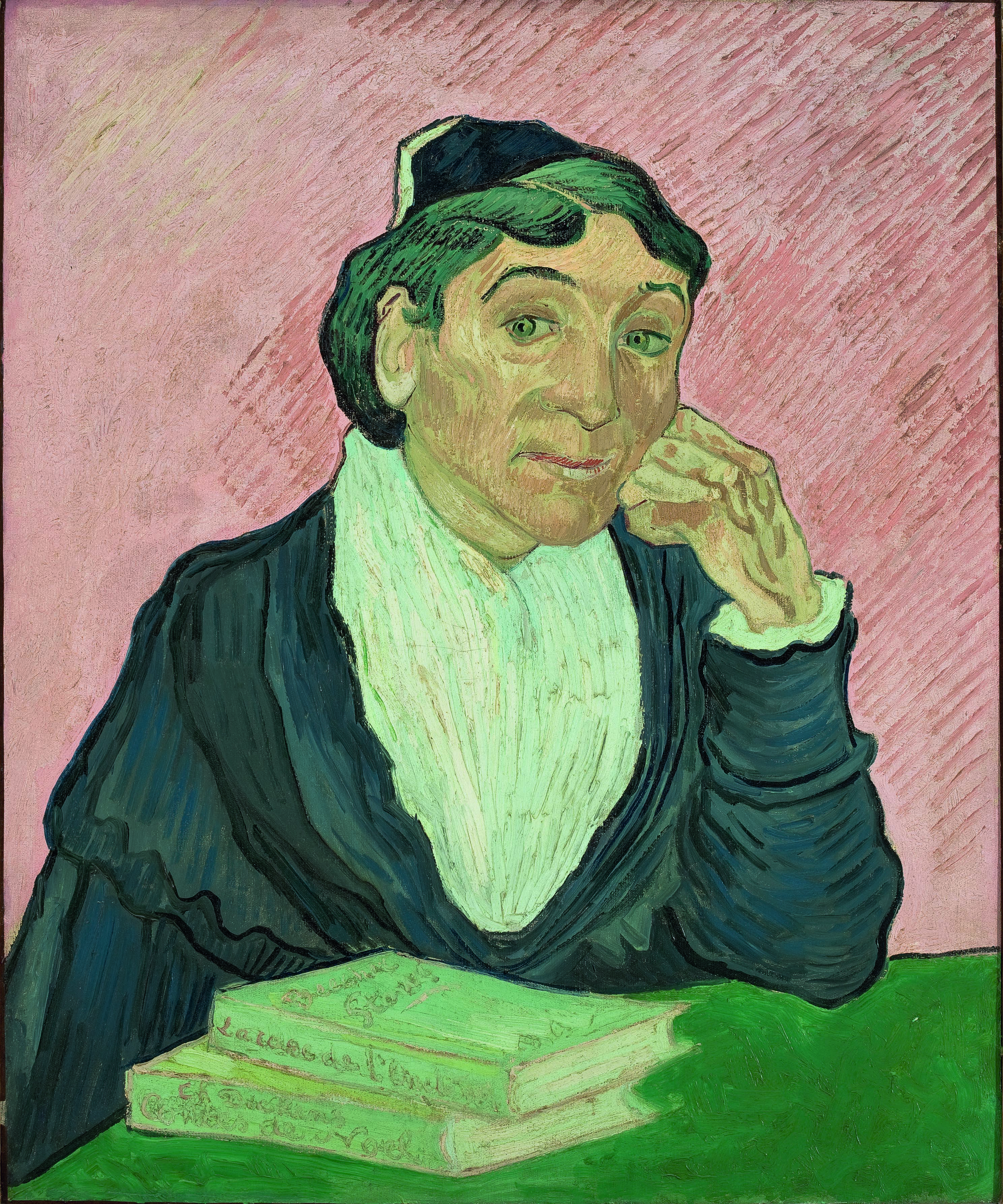
«Арлезианка», 1890, Художественный музей Сан-Паулу
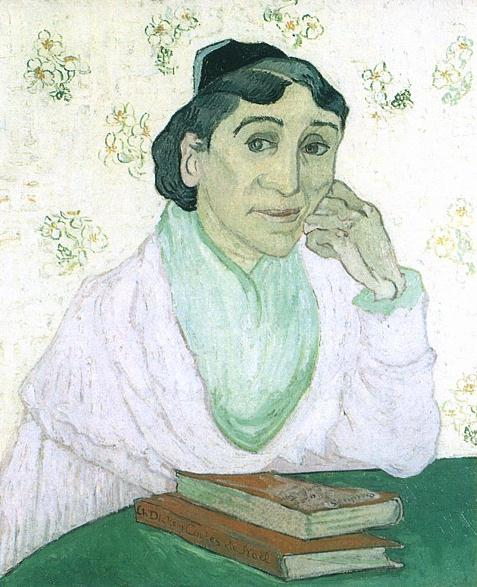
«Арлезианка», 1890, частное собрание

2 мая 2006 года картина с цветочным фоном была продана с аукциона в Christie's в Нью-Йорке за более чем 40 млн долларов США. Это была версия, которую Винсент дал Тео.

## Варианты Поля Гогена
В ноябре 1888 года Гоген создал набросок углём на первой сессии с мадам Жину, а затем создал полотно «Ночное кафе. Арль», где изображена мадам Жину в кафе.

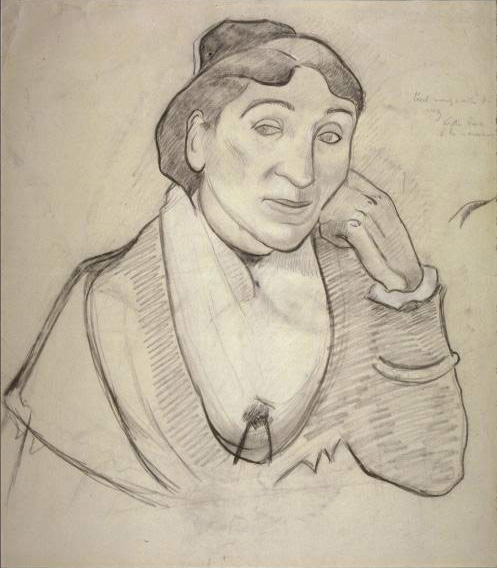
«Арлезианка», Поль Гоген, 1888.
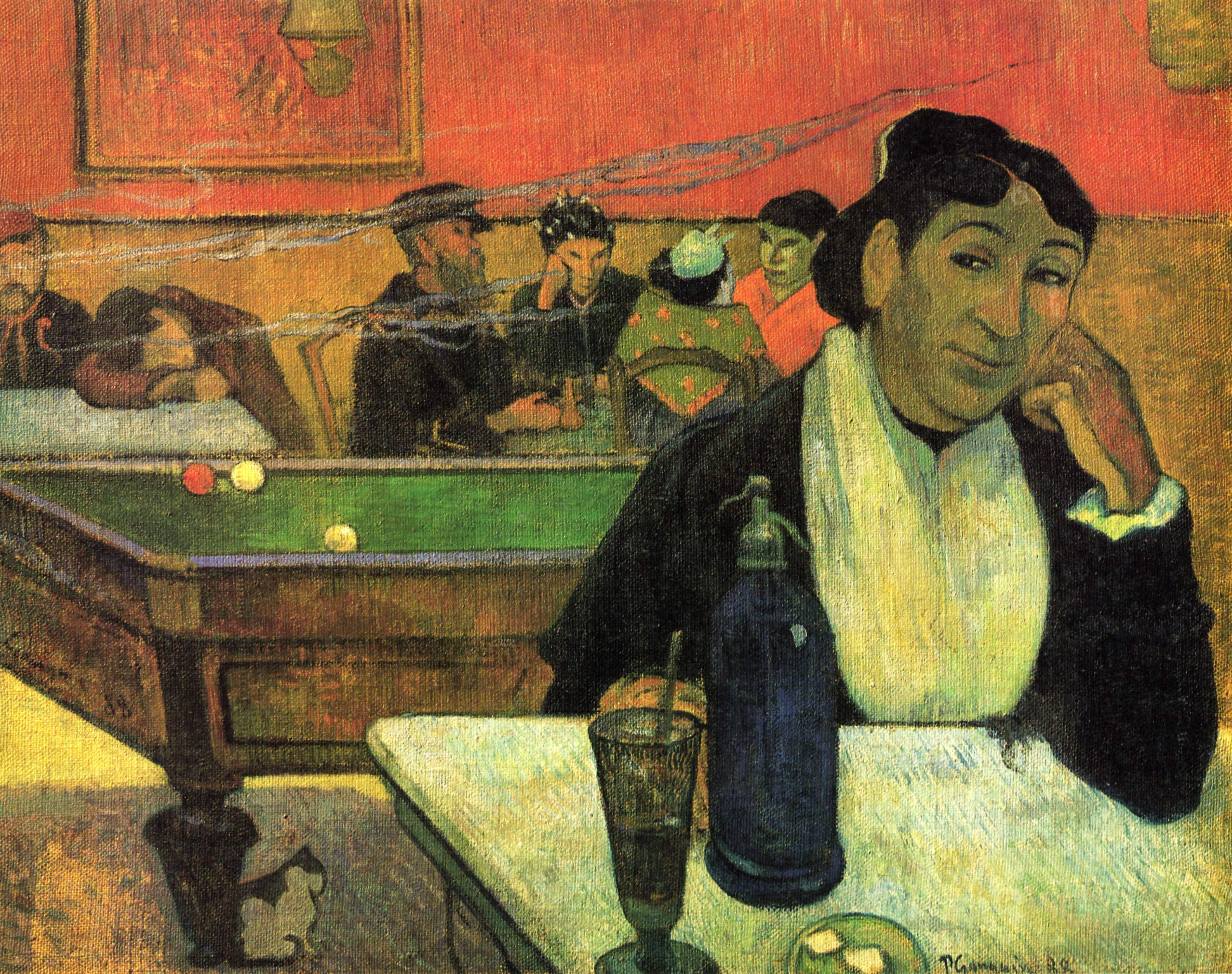
«Ночное кафе. Арль», Поль Гоген, 1888.